# Twierdzenie Besicovitcha o pokryciu
Twierdzenie Besicovitcha o pokryciu – jedno z dwóch podstawowych twierdzeń o pokryciu noszące nazwisko Abrama Besicovitcha, uogólnienie twierdzenia Vitalego na ogólniejsze miary Radona na przestrzeniach euklidesowych; z geometrycznego punktu widzenia twierdzenie Vitalego daje pokrycie kulami powiększonymi w stosunku do wyjściowych, z kolei twierdzenie Besicovitcha wykorzystuje kule pokrycia wyjściowego kosztem pewnego kontrolowanego nakładania się kul.
Zasadniczym zastosowaniem twierdzenia jest wykorzystanie w dowodzie twierdzenia Lebesgue’a-Besicovitcha o różniczkowaniu miar (dzięki możliwości „wypełnienia” dowolnego zbioru otwartego przeliczalną rodziną kul (parami) rozłącznych w taki sposób, że pozostała niewypełniona część jest miary zero), a dzięki temu twierdzenia Lebesgue’a o punktach gęstości dla miar Radona.

## Twierdzenie
Istnieje stała {\displaystyle N_{n}} zależąca wyłącznie od wymiaru przestrzeni {\displaystyle \mathbb {R} ^{n}} o następującej własności:
jeśli {\displaystyle {\mathcal {F}}} jest dowolną rodziną niezdegenerowanych kul domkniętych w {\displaystyle \mathbb {R} ^{n},} dla których
{\displaystyle \sup {\bigl \{}\operatorname {diam} B\colon B\in {\mathcal {F}}{\bigr \}}<+\infty ,}
i jeżeli {\displaystyle A} jest zbiorem środków kul w {\displaystyle {\mathcal {F}},} to istnieje {\displaystyle N_{n}} przeliczalnych rodzin {\displaystyle {\mathcal {G}}_{1},\dots ,{\mathcal {G}}_{N_{n}}} kul (parami) rozłącznych w {\displaystyle {\mathcal {F}},} dla których
{\displaystyle A\subseteq \bigcup _{i=1}^{N_{n}}\bigcup _{B\in {\mathcal {G}}_{i}}B.}

## Literatura
- A. S. Besicovitch. A general form of the covering principle and relative differentiation of additive functions, I. „Proceedings of the Cambridge Philosophical Society”. 41 (02), s. 103–110, 1945-06. DOI: 10.1017/S0305004100022453.
- A. S. Besicovitch. A general form of the covering principle and relative differentiation of additive functions, II. „Proceedings of the Cambridge Philosophical Society”. 42 (01), s. 205–235, 1946-02. DOI: 10.1017/s0305004100022660.